# IBM Director
IBM Director — это система типа element management system (EMS) (иногда используется альтернативный термин workgroup management system (система управления рабочими группами)), впервые представленная корпорацией IBM в 1993 году под названием NetFinity Manager. Этот программный продукт первоначально был написан в расчёте на исполнение под управлением операционной системы OS/2 2.0. 
Впоследствии он прошёл через серию последовательных переименований. В 1996 году он получил имя IBM PC SystemView. В том же году он был переименован в TME 10 NetFinity. В следующем году он получил несколько изменённую версию первоначального имени: IBM Netfinity Manager (с буквой «f» в нижнем регистре). В 1999 году корпорация IBM представила новый продукт Netfinity Director, который базировался на продукте Tivoli IT Director. Он был предназначен для замены IBM Netfinity Manager. После того, как IBM сменила название линейки корпоративных серверов с Netfinity на xSeries, описываемый продукт получил имя IBM Director.
С выходом версии 6.1 IBM Director получил новое имя: IBM Systems Director. Данное решение доступно для работы с любыми серверами System x и BladeCenter, включая специальные конфигурации для СМБ Express Seller.

## Описание
Состоит из трёх компонентов: агент, консоль и сервер. Для полного использования всех возможностей на систему, подвергаемую мониторингу, должен быть установлен компонент IBM Director Agent. Инвентаризационные данные и данные управления хранятся в базе данных с поддержкой SQL (Oracle, SQL Server, IBM DB2 Universal Database или PostgreSQL), которая может находиться на отдельной системе или на том же сервере, где размещается репозиторий IBM Director Server. В менее масштабных развертываниях также может быть использован продукт Microsoft Jet или MSDE. Конфигурирование сервера и управление им осуществляется с помощью инструмента IBM Director Console, установленного на любой рабочей станции под управлением Linux или Microsoft Windows.

## Основные задачи
- Asset ID
- BladeCenter Management
- CIM Browser
- Configure SNMP Agent
- Data Capture Policy Manager
- Event Action Plans
- Event Log
- External Application Launch
- File Transfer
- Hardware Status
- Inventory
- JMX Browser
- Microsoft Cluster Browser
- Network Configuration
- Process Management
- Rack Manager
- Remote Control
- Remote Session
- Retail Peripheral Management (требуется компонент Retail Extensions)
- RMA Software Distribution
- Resource Monitors
- Scheduler
- Server Configuration Manager
- SNMP Browser
- Software Distribution
- System Accounts
- Update Manager
- User Administration

## Основные выпуски
- IBM Systems Director 6.3
- IBM Systems Director 6.2
- IBM Systems Director 6.1
- IBM Director 5.20.3
- IBM Director 5.20.2
- IBM Director 5.20.1
- IBM Director 5.20.0
- IBM Director 5.10.3 (out of service)
- IBM Director 5.10.2 (out of service)
- IBM Director 5.10.1 (out of service)
- IBM Director 5.10.0 (out of service)
- IBM Director 4.22 (out of service)
- IBM Director 4.21 (out of service)
- IBM Director 4.20 (out of service)
- IBM Director 4.12 (out of service)
- IBM Director 4.11 (out of service)
- IBM Director 4.10 (out of service)
- IBM Director 3.1.1 (out of service)